# Эрнандес, Эмерсон
Эмерсон Эсналь Эрнандес (исп. Emerson Esnal Hernández; род. 20 января 1988, Сан-Сальвадор) — сальвадорский легкоатлет, специалист по спортивной ходьбе. Выступал на профессиональном уровне в 2004—2017 годах, победитель и призёр ряда крупных международных стартов, действующий рекордсмен Сальвадора на дистанции 50 км, участник летних Олимпийских игр в Лондоне.

## Биография
Эмерсон Эрнандес родился 20 января 1988 года в Сан-Сальвадоре.
Впервые заявил о себе на международном уровне в сезоне 2004 года, когда в составе сальвадорской сборной выступил в ходьбе на 5000 метров на юношеском центральноамериканском первенстве в Сан-Хосе, а также на юниорском первенстве Центральной Америки и Карибского бассейна в Коацакоалькосе.
В 2005 году на юношеском мировом первенстве в Марракеше занял 11-е место в ходьбе на 10 000 метров.
В 2006 году в дисциплине 10 000 метров показал 18-й результат на юниорском мировом первенстве в Пекине.
В 2007 году отметился победой среди юниоров на Центральноамериканском кубке в Гватемале, финишировал четвёртым на Панамериканском кубке в Балнеариу-Камбориу, превзошёл всех соперников на домашнем центральноамериканском первенстве в Сан-Сальвадоре, стал пятым на взрослом чемпионате Центральной Америки в Сан-Хосе.
В 2008 году занял 18-е место в юниорской гонке на Кубке мира в Чебоксарах, был лучшим среди юниоров на Центральноамериканском кубке в Панаме, сошёл с дистанции 10 000 метров на юниорском мировом первенстве в Быдгоще, одержал победу на юниорском центральноамериканском первенстве в Сан-Сальвадоре.
На Центральноамериканском кубке 2009 года в Сан-Сальвадоре в ходьбе на 20 км пришёл к финишу пятым, тогда как на Панамериканском кубке в Сан-Сальвадоре в ходьбе на 50 км не финишировал.
В 2010 году в дисциплине 50 км занял 24-е место на Кубке мира в Чиуауа, стартовал на иберо-американском чемпионате в Сан-Фернандо, на Центральноамериканских и Карибских играх в Маягуэсе.
В 2011 году выиграл 35 км на домашнем Центральноамериканском кубке в Сан-Сальвадоре. В ходьбе на 20 км показал 36-й результат на чемпионате мира в Тэгу. В ходьбе на 50 км стал шестым на Панамериканских играх в Гвадалахаре.
Выполнив олимпийский квалификационный норматив (3:59:00), в 2012 году удостоился права защищать честь страны на летних Олимпийских играх в Лондоне. В программе 50 км установил ныне действующий рекорд Сальвадора (3:53:57), расположившись в итоговом протоколе соревнований на 24-й строке.
В 2013 году среди прочего стартовал в 50-километровой дисциплине на чемпионате мира в Москве, в ходе прохождения дистанции был дисквалифицирован за нарушение техники ходьбы.
В 2014 году отметился выступлением на Кубке мира в Тайцане, в личном зачёте 20 км с результатом 1:29:57	занял 89-е место.
Впоследствии регулярно принимал участие в различных коммерческих стартах в США. Завершил спортивную карьеру по окончании сезона 2017 года.